# Instytut Jagielloński
Instytut Jagielloński (IJ) – fundacja założona w 2005 w Warszawie przez Wojciecha Roszkowskiego.

## Kierownictwo
Prezesami fundacji byli kolejno Aleksander Gubrynowicz (2005–2008), Kamil Zubelewicz (2008–2009), ponownie Aleksander Gubrynowicz (2009–2010). Od 2010 funkcję tę sprawuje Marcin Roszkowski.
W skład rady nadzorczej fundacji, która funkcjonowała do 2010, wchodzili m.in. Dominik Smyrgała (do 2008) i Sebastian Bojemski (2007–2010).
W 2011 dyrektorem generalnym fundacji był Przemysław Wipler.

## Działalność
Misją Instytutu jest podnoszenie znaczenia Polski i Europy Środkowo-Wschodniej we współczesnym świecie. IJ działa na rzecz doskonalenia życia publicznego w Polsce i Europie poprzez m.in. kształtowanie postaw obywatelskich, krzewienie prawdy historycznej, rozwój myśli strategicznej, pogłębianie wiedzy w zakresie nauk społeczno-ekonomicznych.

### Wyniki badań
Wyniki badań Instytutu prezentowane są w następujących seriach publikacji:
- Eseje – Wojciech Roszkowski, Droga przez mgłę, Instytut Jagielloński, Warszawa 2006 (zbiór esejów)

- Monografie – Paweł Ukielski, Aksamitny rozwód. Rola elit politycznych w procesie podziału Czechosłowacji, Instytut Jagielloński i ISP PAN, Warszawa 2007

- Studia – Aleksander Gubrynowicz, Kierunki polskiej polityki demograficznej, STUDIA 1/2006